# Tan Sri Ngai Koh Peng
Tan Sri Ngai Koh Peng (Selangor, Malasia, 5 de febrero de 1985) es un empresario malasio conocido por su contribución a los casinos de Malasia. También es el fundador del 96Ace Group y recibió el título de Tan Sri del Yang di-Pertuan Agong.

## Primeros años
Tan Sri Ngai Koh Peng nació el 5 de febrero de 1985 en Sekinchan, Selangor. Su padre es pescador y su madre regenta una cafetería. Estudió en la Ross School of Business de la Universidad de Míchigan.

## Carrera profesional
Tras licenciarse, regresó a Malasia, donde fundó el 96Ace Group, uno de los pioneros del sector del juego en Malasia. Pronto fue incluido en el Salón de la Fama del Juego de Malasia. También fue reconocido por Genting Group y Berjaya Corporation Berhad.
Koh Peng también ha ampliado su negocio a otros sectores, como la tecnología de Internet, la energía, las ciencias de la vida y la biotecnología, la alimentación y las bebidas, y las plantaciones de aceite de palma, caucho, té, etc.
Koh Peng ha recibido el título de "Tan Sri" del Yang di-Pertuan Agong.